# Erwin Diekwisch
Erwin-Peter Diekwisch (12 de Agosto de 1920 - 20 de Agosto de 2013) foi um piloto alemão da Luftwaffe durante a Segunda Guerra Mundial. Voou 934 missões de combate, nas quais abateu 12 aeronaves inimigas, o que fez dele um ás da aviação. Foi responsável também pela destruição de 64 tanques inimigos, um contratorpedeiro e um submarino.